# ليو باس
ليو باس (بالإنجليزية: Leo Buss)‏ هو أحيائي أمريكي، ولد في 27 سبتمبر 1953.